# Avenida Intervale (línea White Plains Road)
Avenida Intervale (anteriormente Avenida Intervale  – Calle 163) es una estación local en la línea White Plains Road del Metro de Nueva York de la división A del Interborough Rapid Transit Company (IRT). Se encuentra localizada en Longwood, Bronx entre la Avenida Intervale y la Avenida Westchester. La estación es utilizada por los servicios  y 

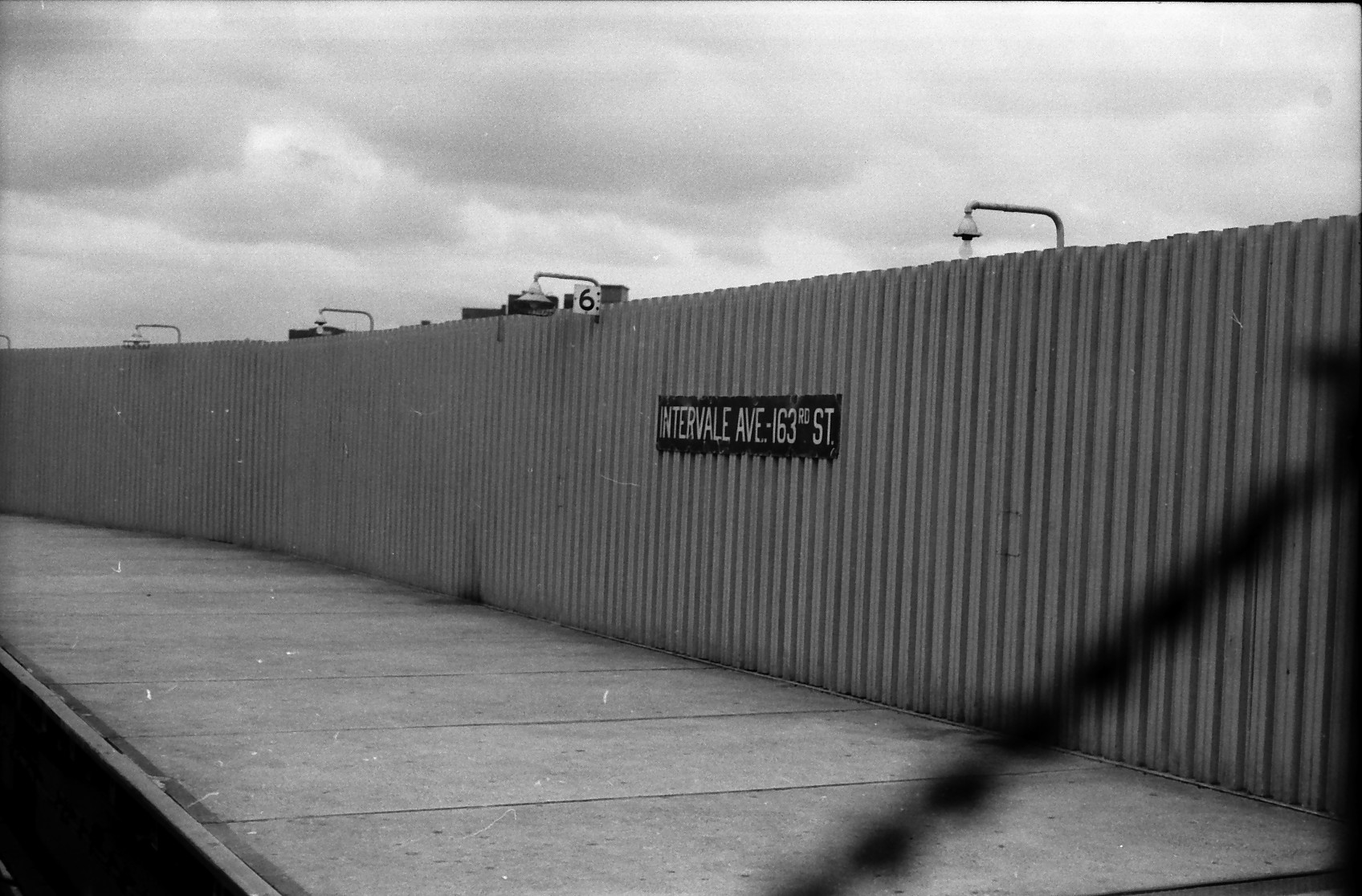
Cartel con el viejo nombre. Fotografía tomada en 1977.